# Зарвино (Костромская область)
Зарвино — деревня в Нерехтском районе Костромской области. Входит в состав Волжского сельского поселения.

## География
Находится в юго-западной части Костромской области на расстоянии приблизительно 27 км на восток по прямой от районного центра города Нерехта.

## История
Известно с 1872 года, когда здесь (тогда Заревино) было учтено 16 дворов, в 1907 году отмечено было 33 двора.

## Население
Постоянное население составляло 132 человека (1872 год), 148 (1897), 195 (1907), 11 в 2002 году (русские 91 %), 11 в 2022.